# Euxoa novoobscurior
Euxoa novoobscurior là một loài bướm đêm trong họ Noctuidae.